# Freeganizam
Freeganizam je praksa povrat i jesti hranu koja je bačena. Jedna trećina svjetske hrane propada, u trgovinama, restoranima, farmi, tvornica i kuća. Freeganizam se često doživljava kao dio šire "anti-potrošačke" ideologije, a freegani često primjenjuju niz alternativa dnevnih strategija na temelju ograničenog sudjelovanja u konvencionalnom gospodarstvu i minimalnu potrošnju resursa.
Freegani "prigrliti zajednice, velikodušnost, socijalne skrbi, slobodu, suradnju i razmjenu u suprotnosti s društva temeljenog na materijalizmu, moralne apatije, konkurencija, konformizam i pohlepa".
Riječ "freegan" je riječ od "besplatno" i "veganski", ali nisu svi "kontejner ronioci"  vegani, iako je ideološko veganstvo svojstvena freeganizmu. Freeganizam je počeo sredinom 1990-ih, iz pokreta za zaštitu okoliša.

### Praksa

#### Hrana odbačena od strane trgovaca
Mnogi freegani dobivaju besplatnu hranu iz smeća praksu najčešće nadimkom "kontejner" "ronjenje" u Sjevernoj Americi i " preskakanje" ili "kontejner ronjenje"u Velikoj Britaniji, kao i "kontejner krađa". Ovdje je dobar primjer zašto su to učinili, recimo netko baca kolače koji su mjesec dana stari, a freegani ne volie rasipništvo, jer oni u potpunosti su pakirani. Maloprodajne dobavljača hrane kao što su supermarketima i trgovinama i restoranima redovito bacaju hranu u sasvim dobrom stanju, često, jer se bliži prodati-po datumu (bez čime postaje opasno), ili je oštećena ambalaža.  Freegans pronalaze hranu u smeću takvih objekata, koji su im omogućuje da kažu kako bi se izbjeglo trošenje novca na proizvode koji iskorištavaju svjetske resurse, pridonose urbane raštrkanosti, liječenje radnika nepravedno, ili zanemaruju prava životinja. Do ubirati, oni vjeruju da su održavali savršeno jestiva hrana dodajući da odlagališta nereda i da mogu hraniti ljude i životinje koje bi inače mogle biti gladni. 
"Kontejner ronjenje", međutim, nije ograničeno za hranu. Mnogi "kontejner ronioci" Potraga za sve što se može reciklirati ili ponovno upotrijebiti, od dodatne opreme za električne alate treba male popravke. Neki ronioci skupljati aluminijske limenke, koje onda mogu prodati za malu dobit. Često ti ljudi imaju sve vrste opreme kao što su dugi štap da koriste za pomicanje sttvari u kontejneru. Kada je u potrazi za hranom, tragač za hranom može naići na hranu otpada koji nije u potpunosti zaštićeni od utjecaja neželjeni otpad u istoj vreći smeća. Ova donja kvalitetna hrana se obično naziva "obluci."